# Maleahi

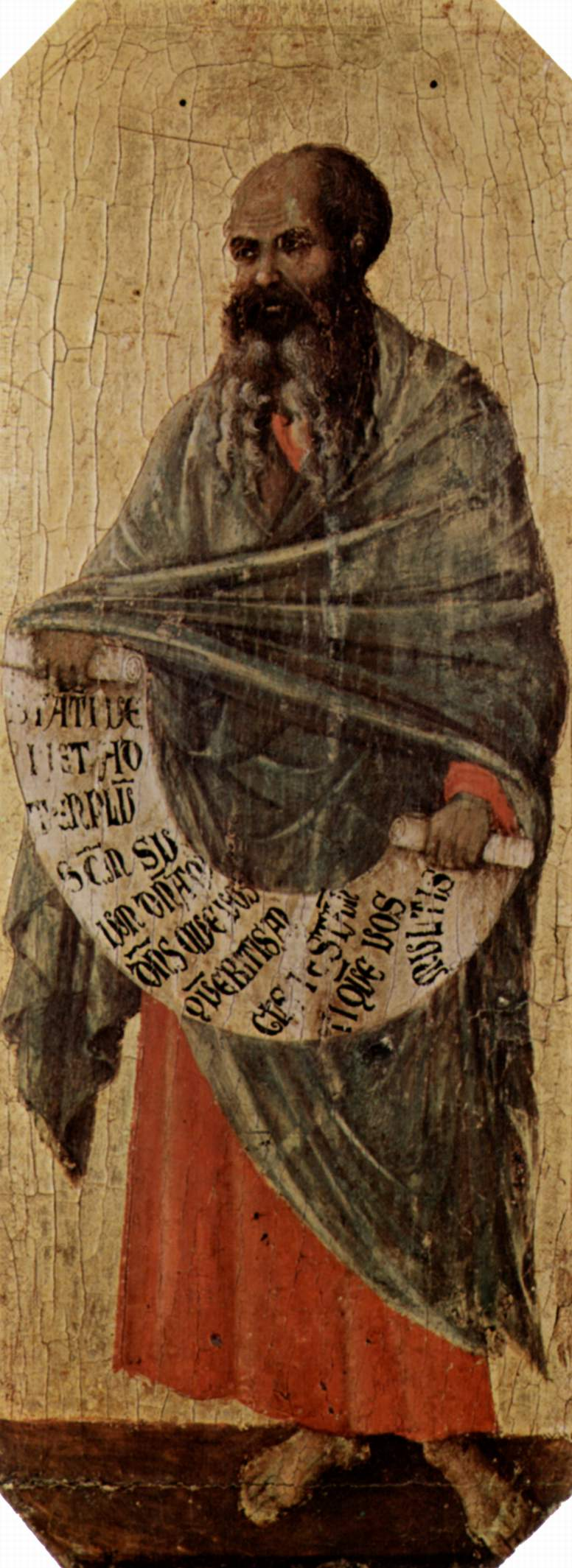
Profetul Maleahi. Pictură de Duccio di Buoninsegna, cca. 1310 (Museo dell'Opera del Duomo, Catedrala din Siena).

Maleahi, Malachias sau Mal'achi (ebraică: מַלְאָכִי, romanizat Mal'akhi; cu sensul de "mesagerul meu") a fost un profet din Biblia ebraică. A avut doi frați, Nathaniel și Josiah. Maleahi este considerat ca fiind autorul cărții care-i poartă numele, Cartea lui Maleahi, ultima carte din secțiunea Neviim a Tanakhului iudaic. Experții biblici consideră că este posibil ca, dat fiind semnificația numelui său, "Maleahi" să fi fost de fapt pseudonimul autorului cărții sale, fapt împărtășit de tradiția iudaică, ce îl consideră pe Maleahi ca fiind unul și același cu profetul Ezdra.
În Vechiul Testament creștin, cartea sa este ultima carte înainte de Noul Testament.
Maleahi s-a născut în satul Sofes, este din seminția lui Levi și a proorocit cu 430 de ani înainte de nașterea lui Iisus Hristos. Este sărbătorit pe 3 ianuarie în bisericile de tradiție bizantină.